# Acacia subalata
Acacia subalata é uma espécie de leguminosa do gênero Acacia, pertencente à família Fabaceae.